# Oskar Klein Memorial Lecture
De Oskar Klein Medaille wordt jaarlijks toegekend door de Universiteit van Stockholm ter herinnering aan de Zweedse natuurkundige Oskar Klein (1894-1977). De medaille wordt sinds 1988 uitgereikt aan een prominent natuurkundige die dan ook de Oskar Klein Memorial Lecture verzorgt. De lezing wordt gesponsord door de universiteit en de Zweedse Academie van Wetenschappen.

## Lijst van ontvangers van de medaille
- 2024 - Renata Kallosh
- 2023 - Alessandra Buonanno
- 2022 - Igor Klebanov
- 2020 - Roy Kerr
- 2019 - Lisa Randall
- 2018 - Leonard Susskind
- 2017 - Sheldon Glashow
- 2016 - Kip Thorne
- 2015 - Rashid Sunyaev
- 2014 - Andrew Strominger
- 2013 - Frank Wilczek
- 2012 - Juan Maldacena
- 2011 - Joseph Silk
- 2010 - Alexei Starobinsky
- 2009 - Peter Higgs
- 2008 - Helen Quinn
- 2007 - Gabriele Veneziano
- 2006 - Viatcheslav Mukhanov
- 2005 - Yoichiro Nambu
- 2004 - Pierre Ramond
- 2003 - Stephen Hawking
- 2002 - Martin Rees
- 2001 - Andrei Linde
- 2000 - David Gross
- 1999 - Gerard 't Hooft
- 1998 - Edward Witten
- 1997 - Philip Peebles
- 1996 - Alexander Polyakov
- 1995 - Nathan Seiberg
- 1993 - Tsung-Dao Lee
- 1992 - John Wheeler
- 1991 - Alan Guth
- 1990 - Hans Bethe
- 1989 - Steven Weinberg
- 1988 - Chen Ning Yang